# Paruline des Bahamas
Geothlypis rostrata
Espèce
Répartition géographique
Statut de conservation UICN

 LC  : Préoccupation mineure
La Paruline des Bahamas (Geothlypis rostrata) est une espèce de passereaux appartenant à la famille des Parulidae.

## Distribution
Comme son nom l'indique, la Paruline des Bahamas se trouve aux Bahamas.

## Systématique
On reconnaît quatre sous-espèces :
- G. r. tanneri Ridgeway, 1886 ;
- G. r. exigua Ridgeway, 1902 ;
- G. r. rostrata H. Bryant, 1867 ;
- G. r. coryi Ridgeway, 1886.

## Habitat
Cette paruline habite les sous-bois dense des pinèdes clairsemées, notamment où croissent les Pteridiums et le Leucothrinax morrisii. On la trouve à l'occasion dans d'autres types de boisés.